# كاثرين باور ورستر
كاثرين باور ورستر (بالإنجليزية: Catherine Bauer Wurster)‏ (و. 1905 – 1964 م) هي مهندسة معمارية من الولايات المتحدة الأمريكية . ولدت في إليزابيث، نيو جيرسي .

## التعليم
تعلمت في جامعة هارفارد، وجامعة كورنيل.